# 桃叶杜鹃
桃叶杜鹃（学名：Rhododendron annae）为杜鹃花科杜鹃花属下的一个种。

## 扩展阅读
- 維基物種上的相關：桃叶杜鹃